# 2ちゃんねる新書
2ちゃんねる新書（にちゃんねるしんしょ）は、ぶんか社が2007年（平成19年）9月2日に創刊した新書レーベルである。2008年7月まで毎月2日に発売されていた。

## 概要
- その名の通り、匿名掲示板「2ちゃんねる」のスレッドを書籍化したタイトルで占められている。スレッドに書き込んでいる参加者が不特定多数にのぼる匿名掲示板の性質上、どのタイトルにも特定の著者は存在しない。
- 上記の点に関して、ぶんか社は奥付において個々の書き込みに関する著作権は投稿者各人に属するとの見解を表明する一方、書き込みを本として出版することに対する許諾に関しては、投稿時にcookieで表示される規約をクリックで承諾することにより2ちゃんねる運営者側が投稿を無償で非独占的に使用する権利に関する許諾を投稿者が与えていることでクリアされている、としている[1]。
- 巻頭にはスレッドの読み方や「sage」を始めとする2ちゃんねる用語の解説が掲載されている。
- 収益の一部は2ちゃんねるのサーバ維持運営費に充てられる。

## ラインナップ

### 2007年
- 9月
  - 嗚咽（おえつ）─2ちゃんねるの泣ける話─
  - アツアツご飯に何を乗っけて「わしわし」する?
  - 恥ずかしくて死ぬかと思った体験
  - 自分がスケベだと思う瞬間
  - 朝勃ち時の排尿方法
- 10月
  - うちの子にほろり─2ちゃんねるの泣ける話─
  - 彼氏のセックスが下手すぎる
  - 胸がスーッとする武勇伝
- 11月
  - オカンからのメール
  - 特別な存在─2ちゃんねるの笑える話─
  - いいひと─2ちゃんねるの泣ける話─
- 12月
  - 今度は落とさないでね─2ちゃんねるの怖い話─
  - 父が作った忘れられないもの
  - コーヒー噴いた─2ちゃんねるの笑える話─

### 2008年
- 1月
  - 心霊の不思議な話
  - そういえばあの頃俺たちが作った秘密基地は
- 2月
  - 思い出すだけでも恥ずかしい
  - 顔がポッとする体験談
  - 笑える中国
- 3月
  - アメリカンジョーク2ちゃんねる選抜
  - 誰が上手いこと言えといった―2ちゃんねるの笑える話―
- 4月
  - ヤクザだけどクッキー焼いたよ！―2ちゃんねるで見つけた笑える1行―
  - 牛乳噴いた―2ちゃんねるの笑える話
- 5月
  - 豪華客船で引きこもり―妄想「もったいない」バトル―
  - 妻に「愛してる」と言ってみた
- 6月
  - 2ちゃんねる流いたずら事典
- 7月
  - 恋人を手に入れる猟奇的な方法